# Zenarchopteridae
Die Zenarchopteridae, im deutschen oft Halbschnäbler oder Halbschnabelhechte genannt, sind eine Familie der Hornhechtartigen (Beloniformes) aus Süßgewässern und Brackwasser von Südostasien. Es sind kleine, 3,6 bis 19 Zentimeter lange, langgestreckte Fische, deren Unterkiefer stark verlängert ist. Die Flossen sind klein, Rücken- und Afterflosse sitzen wie bei vielen Stoßräubern weit hinten am Körper. Sie fressen hauptsächlich Insekten und deren Larven von der Oberfläche ihrer Wohngewässer.

## Fortpflanzung
Die Fische haben wie die Lebendgebärenden Zahnkarpfen (Poeciliinae) eine innere Befruchtung. Die Afterflosse der Männchen ist zu einem Andropodium genannten Begattungsorgan umgebildet.
Drei Gattungen (Dermogenys, Hemirhamphodon und Nomorhamphus) sind lebendgebärend, die anderen legen befruchtete Eier.

## Systematik
Die Zenarchopteridae wurden früher als Unterfamilie zu den Hemiramphidae gerechnet. Eine phylogenetische Studie aus dem Jahre 2004 verwirft jedoch die Monophylie der Hemiramphidae. Die Zenarchopteridae gewinnen Familienstatus und sind die Schwestergruppe der Hornhechte (Belonidae). Die übrigen Halbschnäbler (bis auf Arrhamphus und Hyporhamphus) stehen den Fliegenden Fischen (Exocoetidae) näher.

## Gattungen und Arten
- Zenarchopteridae, Fowler, 1934[2]
  - Dermogenys van Hasselt, 1823

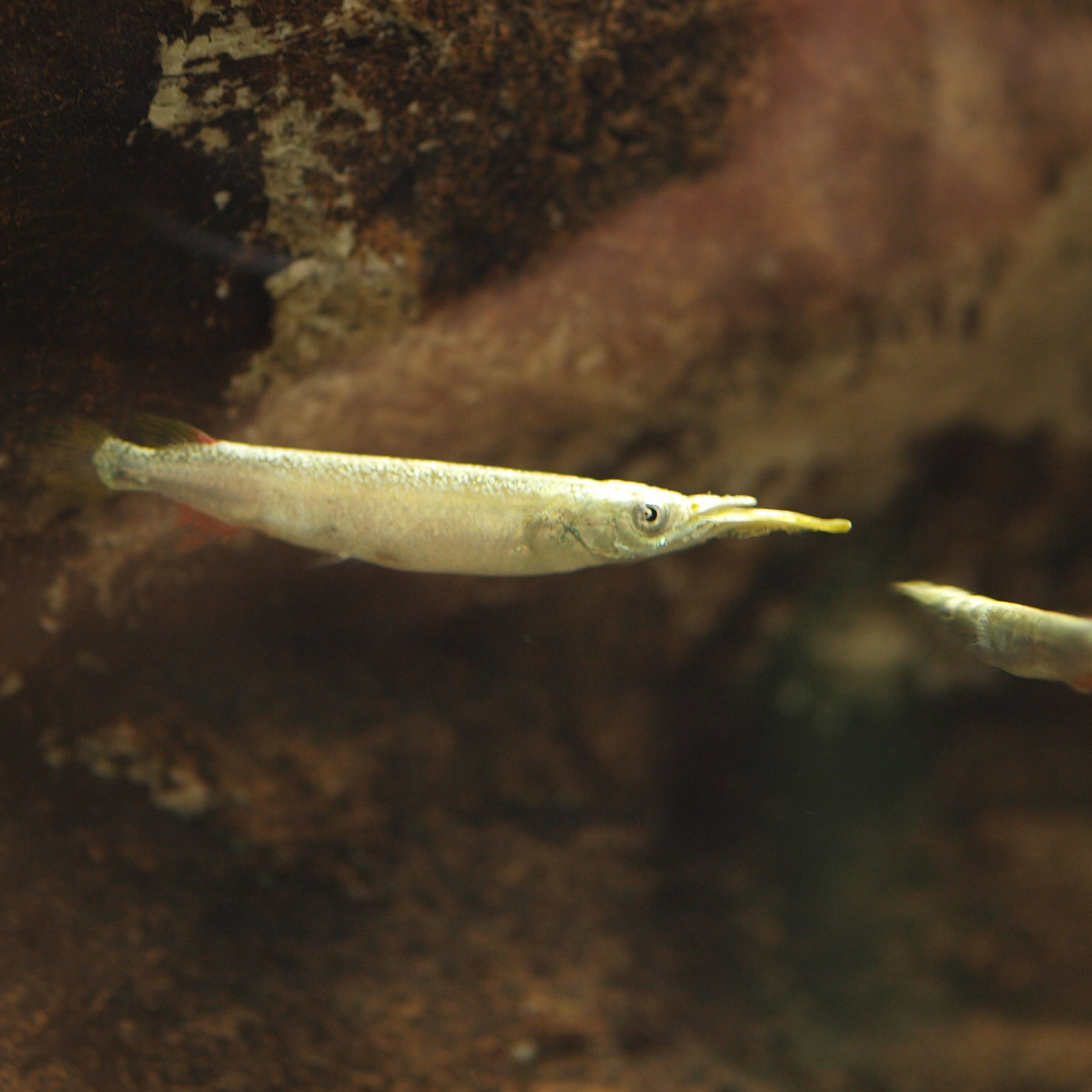
Dermogenys pusilla

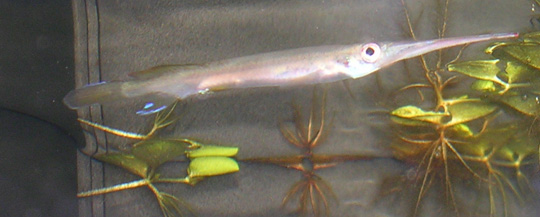
Hemirhamphodon pogonognathus

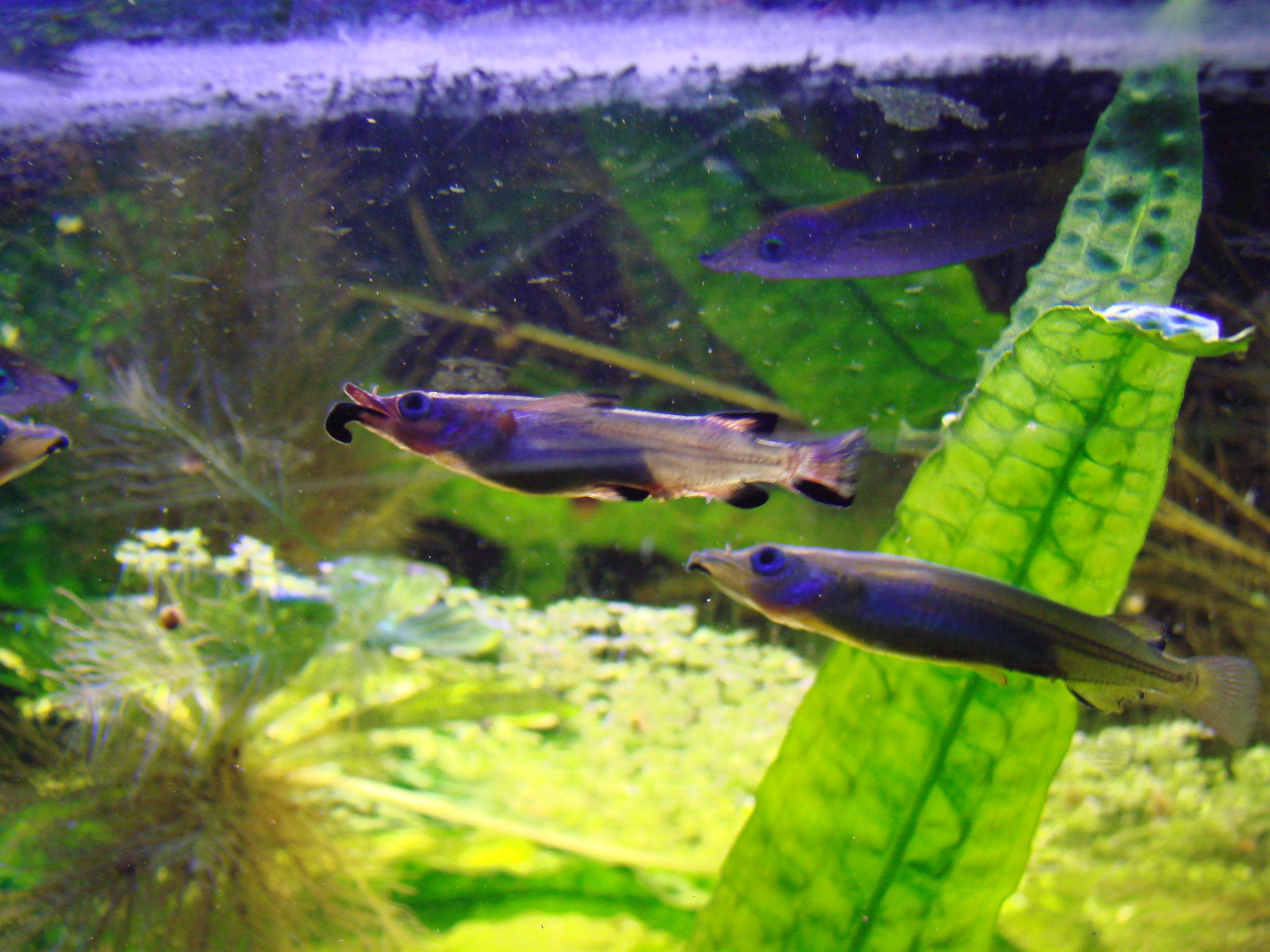
Nomorhamphus liemi

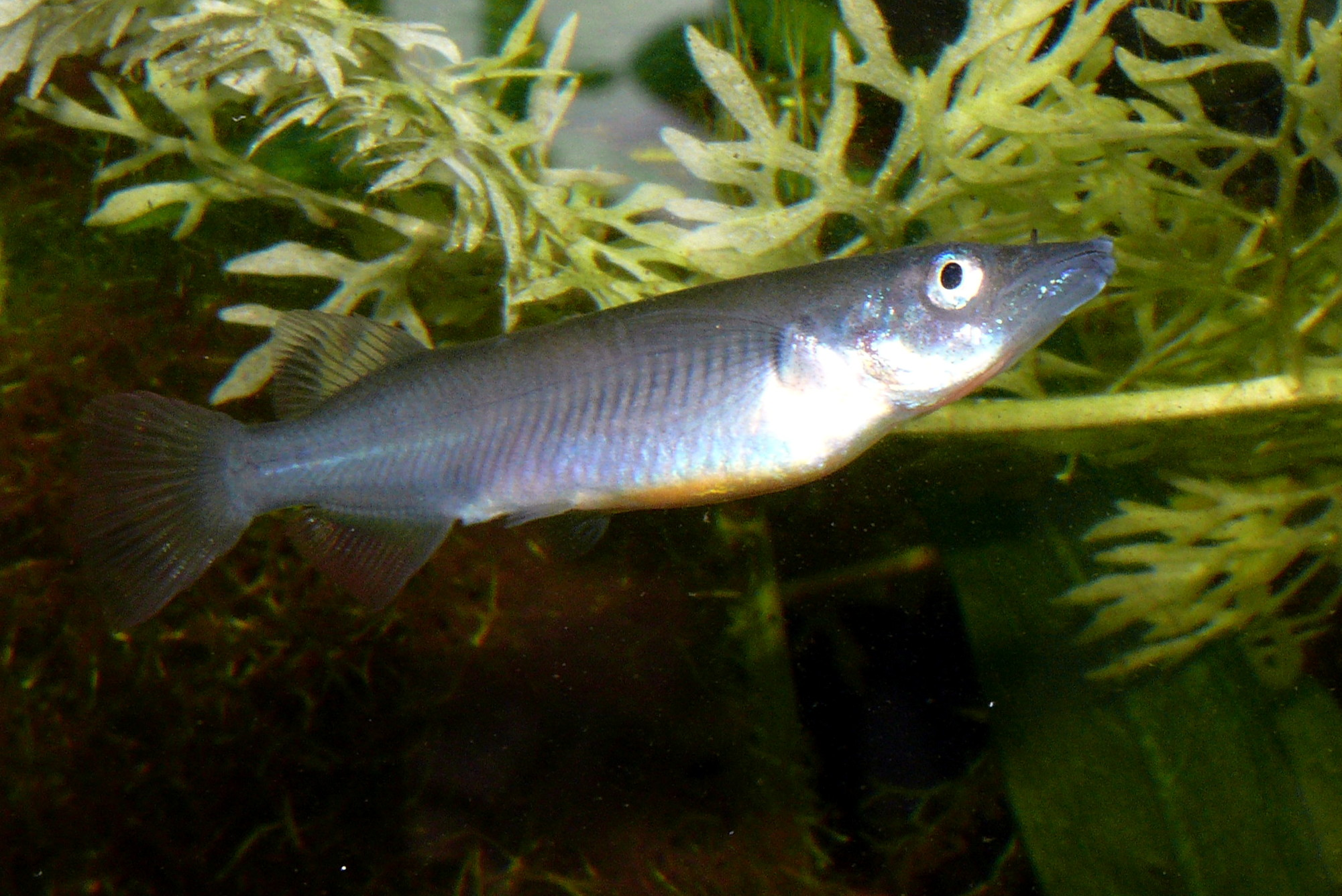
Nomorhamphus sp.

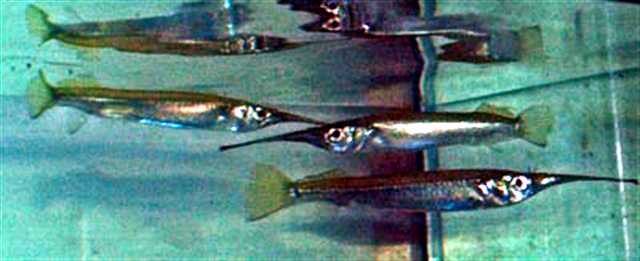
Zenarchopterus dunckeri

    - Dermogenys bispina Meisner & Collette, 1998
    - Dermogenys bruneiensis Meisner, 2001
    - Dermogenys burmanicus Mukerji, 1935
    - Dermogenys collettei Meisner, 2001
    - Dermogenys montanus Brembach, 1982
    - Dermogenys palawanensis Meisner, 2001
    - Halbschnabelhecht (Dermogenys pusilla) Kuhl & van Hasselt, 1823
    - Dermogenys robertsi Meisner, 2001
    - Dermogenys siamensis Fowler, 1934
    - Dermogenys vogti Brembach, 1982

  - Hemirhamphodon Bleeker, 1866
    - Hemirhamphodon byssus Tan & Lim, 2013
    - Hemirhamphodon chrysopunctatus Brembach, 1978
    - Hemirhamphodon kapuasensis Collette in Anderson & Collette, 1991
    - Hemirhamphodon kecil Tan & Lim, 2013
    - Hemirhamphodon kuekenthaliSteindachner, 1901
    - Hemirhamphodon phaiosoma (Bleeker, 1852)
    - Roter Halbschnäbler (Hemirhamphodon pogonognathus) (Bleeker, 1853)
    - Hemirhamphodon sesamum Tan & Lim, 2013
    - Hemirhamphodon tengah Collette in Anderson & Collette, 1991

  - Nomorhamphus Weber & de Beaufort, 1922
    - Nomorhamphus brembachi (Fowler & Bean, 1922)
    - Nomorhamphus liemi Vogt, 1978
    - Celebes-Halbschnäbler (Nomorhamphus celebensis) Weber & de Beaufort, 1922
    - Nomorhamphus ebrardtii (Popta, 1912)
    - Nomorhamphus hageni (Popta, 1912)
    - Nomorhamphus kolonodalensis Meisner & Louie, 2000
    - Nomorhamphus lanceolatus Huylebrouck, Hadiaty, & Herder, 2014
    - Liems Halbschnäbler (Nomorhamphus liemi) Vogt, 1978
    - Nomorhamphus manifesta Meisner, 2001
    - Nomorhamphus megarrhamphus (Brembach, 1982)
    - Nomorhamphus pectoralis (Fowler, 1934)
    - Nomorhamphus philippina (Ladiges, 1972)
    - Nomorhamphus pinnimaculata Meisner, 2001
    - Nomorhamphus rex Huylebrouck, Hadiaty & Herder, 2012
    - Nomorhamphus rossi Meisner, 2001
    - Nomorhamphus sagittarius Huylebrouck, Hadiaty, & Herder, 2014
    - Nomorhamphus towoetii Ladiges, 1972
    - Nomorhamphus versicolor Kraemer et al., 2019
    - Nomorhamphus vivipara (Peters, 1865)
    - Nomorhamphus weberi (Boulenger, 1897)

  - Tondanichthys Collette, 1995
    - Tondanichthys kottelati Collette, 1995

  - Zenarchopterus
    - Zenarchopterus alleni Collette, 1982
    - Zenarchopterus buffonis (Valenciennes in Cuvier & Valenciennes, 1847)
    - Zenarchopterus caudovittatus (Weber, 1907)
    - Zenarchopterus clarus Mohr, 1926
    - Zenarchopterus dispar (Valenciennes in Cuvier & Valenciennes, 1847)
    - Zenarchopterus dunckeri Mohr, 1926
    - Zenarchopterus dux Seale, 1910
    - Zenarchopterus ectuntio (Hamilton, 1822)
    - Zenarchopterus gilli Smith, 1945
    - Zenarchopterus kampeni (Weber, 1913)
    - Zenarchopterus novaeguineae (Weber, 1913)
    - Zenarchopterus ornithocephala Collette, 1985
    - Zenarchopterus pappenheimi Mohr, 1926
    - Zenarchopterus philippinus (Peters, 1868)
    - Zenarchopterus quadrimaculatus Mohr, 1926
    - Zenarchopterus rasori (Popta, 1912)
    - Zenarchopterus robertsi Collette, 1982
    - Zenarchopterus striga (Blyth, 1858)
    - Zenarchopterus xiphophorus Mohr, 1934